# 德川綱吉
德川纲吉（日语：／ Tokugawa Tsunayoshi，1646年2月23日—1709年2月19日）是日本江戶幕府第五代将军，在职期间为1680年至1709年。纲吉是三代将军德川家光第四子，母亲为侧妾·阿玉之方（桂昌院）。原为馆林藩藩主，1680年入继将军家，1709年逝世，法号“常宪院殿赠正一位大相国公”。
纲吉在继承前代政权的路线之上，改革幕府行政，促成幕府政治由“武断”转向“文治”及武士官僚化。他赏罚分明，严惩尸位素餐的世袭门阀武士，不拘出身地拔擢人才。且致力于发展经济、改善社会风气及民心教化，日本由此迎来历史上数一数二的辉煌时代“元禄盛世”。
元禄时代经济规模急速扩大，景气的经济推动了学术艺术领域百花齐放，儒学者·荻生徂徕、剧作家·井原西鹤/近松门左卫门、俳谐师·松尾芭蕉、绘师/工艺师·尾形光琳等对后世日本影响深远的各领域奇才呈井喷式出现。
在改善社会风气及民心教化方面，纲吉基于释家之慈、儒家之仁颁布一系列法令，对老弱病残等社会弱势群体给予关照援助，并给予人以外的动物以关爱保护。这一系列法令被称为“生类怜悯令”，过往的历史描述和文艺改编中对此系列法令的评价多基于虚实不明的坊间谣言，故而给人留下“奇葩且极端的动物保护法”等消极印象。
因政治改革触动武士阶级利益，纲吉于《三王外記》《御当代記》《折たく柴の記》等武士出身学者的著作中被抹黑成骄奢淫逸、恣意放纵的昏君形象，后世文艺作品多取这类偏颇记录为参考。20世纪末以来，以大石慎三郎、塚本学、山室恭子、根崎光男为首的日本近世历史研究者给予了这位卓绝的君主以高度评价。
2023年4月，德川宗家第19代家主德川家广公开表示对纲吉的肯定与敬佩。

## 生涯与执政

### 馆林时代
正保三年正月初八日（1646年2月23日），德川纲吉出生于江戶城，乳名「德松」，父亲是三代将军·德川家光，母亲是家光侧妾·阿玉之方。
纲吉出生时虽为第三子（序齿第四），实为第二子。二哥长松（德川纲重）诞下后即被过继给家光长姐·天树院抚养，纲吉由此成为第二子，诞后第七天的“七夜祝”所受待遇远胜二哥长松，幕府典礼中的排名亦高于长松。
庆安四年（1651年）四月，五岁的德松领十五万石。同月，父亲家光去世，得年四十八岁。八月，长兄德川家纲接受将军宣下，成为第四代将军，德松与二哥长松则离开江户城。
承应二年（1653年），七岁的德松元服，领兄长家纲的“纲”一字正式改名為“纲吉”，冠“松平”姓。
宽文元年（1661年）八月，纲吉成为馆林藩藩主，领二十五万石。十二月，敘任“参议”，称“馆林宰相”。
馆林时代，纲吉与大哥家纲、二哥纲重关系亲密，尤其与同为将军御弟的二哥纲重来往频繁。两人常互相串门，相约踏青泛舟。后来纲重患病，纲吉自江户城归来常代大哥家纲看望。

### 继任风波
延宝八年（1680年），长兄家纲病危，无嗣，且二哥纲重已于两年前病逝，纲吉由此成为家纲养子，进入江戶城二之丸。五月，家纲去世，得年四十岁。八月，纲吉接受将军宣下，成为第五代将军。
有关五代将军继任的风波，流传较广的一个说法是家纲朝的大老酒井忠清意欲效仿镰仓幕府初期的北条义时，从京都朝廷迎入“宫将军”。《三王外記》有如下记述：「庄王立三十年无子，二弟其一为峡公纲重，其二为馆林公纲吉。峡公先薨，延宝八年夏，庄王有疾，弗豫丞相厩梁侯忠清与列相参政议，为王立嗣。厩梁侯欲请山城天皇支属有栖幸仁立以为嗣。昔者，镰仓王实朝遭害，无后，执政平义时请山城天皇丞相藤道家之子赖经立以为嗣，而己专政。厩梁侯盖效之也。时列相参政莫敢可否者，唯独列相安中侯正俊执不可，而欲迎立馆林公……」
这一记载得以成立的根据是酒井忠清确为家纲朝中后期的政事一把手，类似北条执政，那么他效仿北条义时迎入傀儡将军更方便自己再续权威，这一想法并不难懂。
然持此主张者显是无视了镰仓幕府与江户幕府成立的前提和体制的迥异处，仍当这一时代是武士政权的草创期，有供权臣（有力御家人）只手遮天的空间。
此外，北条迎入宫将军的前提是源赖朝的血亲后代已凋零殆尽，而四代家纲弥留之际，不仅有正值壮年的三弟纲吉、刚成年不久的二弟纲重之子纲丰，御三家中的尾张与纪州藩也都存在延续初代家康血脉的合适人选，酒井忠清再有野心，恐怕也不至于草率狂妄至此。
《三王外記》早年被当作研究江户中期政治与人物的第一手资料，然个中记载多为坊间流言和杜撰，无确凿史料支持，近世史学者目下对此多有批判。平户藩主·松浦静山也早已批评过它「最初问世时谁都知道是杜撰的，时间久了却被大家当成真事。」、 「我听闻有一本诽谤中伤纲吉公时代的书，借来看了下觉得实在浪费时间又还回去了。太宰（春台）的这本书，十句里一句真话都没有，全书满是诽谤中伤，十分下作。 」。
有关德川纲吉的逸话，譬如“生类怜悯令”的颁布是由于纲吉求子心切、柳泽吉保之子乃纲吉私生子等皆出自《三王外記》。

### 整顿吏治
17世纪末，世界气候正值小冰期，灾害频发。纲吉上任前后多地农田受灾，农民困苦无助。故其上任之初即重用老中·堀田正俊负责赈济事宜，后又命正俊整备农政机构并严查地方代官。
江户前期，代官多为地方土豪世袭，重出身轻能力，多有尸位素餐、中饱私囊、贪污受贿等恶行。纲吉向代官颁布七条法令，开头既为「民乃国之本」，在其统治的二十九年间，罢免或处以死刑的不法代官多达三十四人。
然由于《水户黄门》等影视作品将纲吉惩治不法代官的历史完全移植给同时代的德川光国，塑造了一种纲吉政权满是贪污受贿、鱼肉百姓的“恶代官”的普遍认知，影响恶劣。
铁腕整顿官僚集团外，另一方面，以“越后骚动”的再审为契机，纲吉于大名诸侯间树立起绝对的权威，其治世二十九年，期间改易或减封四十六家大名，处罚近一千三百名旗本及御家人。处罚原因有无嗣废藩、治理不作为、精神失常、拔刀砍人等多种。纲吉的陟罚臧否不论关系亲疏，受罚大名一半为世代效忠德川的谱代大名。
贞享元年（1684年），大老·堀田正俊被刺杀于江户城中奥的御座之间。据《堀田家三代記》中记载，指派杀手稻叶正休的幕后黑手为将军纲吉，然真相并无定论。过往的描述大体为事发地在御座之间的老中议事处，离将军寝屋极近，故纲吉事后借此将老中议事处牵往远处，又宠幸侧用人柳泽吉保，开启恣意纵欲的独裁政治。
然近年对于该事件及将军权力的研究中有两点值得留意。
一：诚然与前任家纲相比，纲吉对政事更为积极热心，然他并未在堀田正俊死后疏远老中、独裁专政。据深井雅海的观点，比起纲吉政权，其后的家宣家继政权及吉宗政权下侧用人的政治力量更具备将军专制政治的特点，而纲吉政权下的侧用人柳泽吉保，其主要参政形式依然是与幕阁老中合议政务，与一手遮天相去甚远，故将堀田正俊被杀一事与侧用人上台强行联系到一起是草率的。
二：过往历史研究将堀田正俊在世时的纲吉之政称为“天和之治”，承认这一时期纲吉关心民生、整顿吏治等措施的英明。另一方面又认为正俊去世后，善政不再继续，纲吉逐渐成为荒淫无道的昏君。然20世纪末的研究中早已表明纲吉的政策具有持续性，惩罚不作为武士甚至在堀田正俊死后方得凸显，其余为国为民的善政亦并未因为正俊的死而中断。正俊亡于元禄之前，若正俊之死让纲吉不再受约束，独揽大权，肆意妄为，那么元禄盛世的到来将无从说起。
仍需注意的是，以上两点并非是为纲吉洗脱指使嫌疑，而仅仅是针对过往带有偏见的不实描述予以批评。正俊遇刺一事的真相唯待日后更多优质史料的苏醒与解读分析。

### 拔擢人才与经济建设
在整顿吏治、严惩不作为武士/大名的同时，对于有用之才，纲吉则不拘泥出身高低重用之，具有代表性的实干派官僚便有纲吉的财政大臣·荻原重秀。
历史学家推算家康去世时留下的遗产光金银便有二百万两，秀忠去世时三百五十万两，然由于家光不加节制的挥霍，其去世时只留下了六十万两，再到家纲治世后期，幕府倒缺二十万两。
百姓所纳诸税以外，幕府的收入更需仰仗金山银山的独占开采。战国至江户初期，坐拥矿山者则掌握天下财富，而家纲时期，矿山濒临枯竭，又遇明历大火，损失惨重，幕府不得不搬出家康留下的战时储备金。
储备金能解燃眉之急，但金银两矿的枯竭问题并未得到真正解决。
纲吉先后通过没收大名领地、检地及开发增产金银两矿来填补幕府亏空，然效用有限，唯一的办法即是加税增收——但纲吉执政时期，税率却来到了三分归公、七分归民的历史最低点。
纲吉上位之初即解任多名财政官员，荻原重秀向纲吉进言世袭代官的弊害，随后出任「勘定组头」崭露头角，在国家财政这一领域步步高升，成绩斐然，不负所望。
荻原重秀认为只要有国家担保信用，就是砖瓦也能作金块流通。因此在面对幕府财政亏空及金银资源枯竭的窘况，他的主张是改铸货币的金银含量，以此增收。
这一破天荒的财政政策大为成功，大量货币流入市场，再配合这一时代的轻徭薄赋，百姓手中因此有了余钱，在满足物质生活外开始追求更高层次的精神享受。由此，纲吉治下的元禄时代，城乡经济繁荣，迎来学术艺术百花齐放的盛世。
对此，六代家宣的儒学者·新井白石却认为货币改铸违反儒家所说的天理，指责幕府坐收五百万两利益，通货膨胀导致物价飞涨，百姓怨声载道。纲吉死后他多次进言要求家宣罢免荻原重秀，并在毫无证据的情况下诬蔑荻原重秀受贿二十六万两。
因新井白石于学术界的成就和地位无可撼摇，后世史学家皆以他所言所写为圭臬，先入为主地判定荻原重秀贪墨、柳泽吉保豪横、德川纲吉为一己私欲视民生为粪土。
事实上，村井淳志中指出元禄货币改铸后的11年里年通胀率仅3%，是非常温和且优良的通胀政策，大幅度的米价波动仅限于17世纪末小冰期带来的冷夏，导致个别年头的稻米总收成锐减。杉山伸亦表示经济规模的急速扩大会带动货币不足的现象出现，荻原重秀的政策正是在认识到这一经济规律之后提出的应对措施。
家宣上台后依然重用荻原重秀改铸货币，虽说一朝天子一朝臣，但正是倚靠在家宣朝仍然主持国家财政的重秀，家宣才得以有闲钱七十万两修建御座间，这一与民与国无关的巨大开销在过往描述中却不见提起。
新井白石不肯罢休，三番两次弹劾重秀，甚至上书九千字，在无任何证据的前提下罗列其种种罪状，又威胁家宣道：「若不罢免荻原，臣将与他同归于尽！（荻原を罷免しなければ、荻原と刺し違えをする！）」。终于，在家宣病逝前一个月，新井白石如愿逼走了这一经济领域的天才。
新井白石于日记中将荻原重秀描绘成私自铸造货币、与银座商人勾结受贿的恶劣形象，然幕府的史料却表明荻原重秀每回改铸货币，即使未公布于众，也皆得将军家宣肯首。因此等不实描绘及攻击，新井白石有关纲吉政权的批判逐渐失却史料信用。
家宣托孤对经济一窍不通的迂腐儒者所施行的保守经济政策收效甚微，随后的八代将军吉宗执政前中期更是延续新井白石的经济政策，造成整个社会发展的长期停滞（亦有说法是“低成长时期”），这一时期被称为“白石通缩”。
由上可看出纲吉赏罚分明的执政理念，对于无才无德靠祖上功勋世袭的武士，他绝不心慈手软，而对有才能的实干派，他论功行赏，柳泽吉保、荻原重秀、荻生徂徕皆于这一理念下最大限度地发挥了各自的能力。近年史学界对纲吉及其所用大臣的评价逐渐趋于积极和肯定。

### 寺社建设与挥霍无度
上世纪末，塚本学、大石慎三郎等史学家在探索出“生类怜悯令”的真相后仍然认为纲吉狂热的佛教信仰，以及对母亲桂昌院的言听计从是造成幕府财政困难的元凶，甚至还判定了一系列由此引发的社会问题：幕府财政困难，将军纲吉不知收敛地修庙造寺捐钱，幕府不得不改铸货币增收，物价暴涨，百姓生活困苦……
大野瑞男的『江戸幕府財政史論』是为这一论说的关键依据，他指出元禄元年至元禄九年，幕府为修庙造寺花费了77万两，其余非宗教类建筑又花费22万两，德川十五代里对寺庙神社最为慷慨的即是纲吉。
对此，Bailey指出元禄元年至九年77万两的宗教建筑的修缮开销中，有65%拨与了供奉德川家康的东照宫，其余35%还包含了热田神宫、伊势神宫等归属幕府管辖的高规格宗教建筑，这些换作其他将军也依然需要承担。另22万两的其余修缮里，75%同样拨与二条城、骏府城、京都御所等幕府职责范围内的高规格建筑，25%则用于公共基建工程，这些账不应完全算在纲吉的个人主观意愿上，探讨前应先了解到纲吉执政时期恰逢幕府开府百年，许多建筑已然到了不得不修的地步。此外，大野瑞男还强调纲吉生活奢侈，然他提供的资料里明确表示了纲吉上台初期的将军生活费为年3.4万两，而到了十年后却减少到了2.4万两，这与他所说的“生活奢侈”是矛盾且截然相反的。
寺社的建造修缮外，纲吉对僧侣的宠信亦受批判。然而连隆光和尚得宠之前最受纲吉重视的亮贤和尚及其寺院，建成二十年过去了，纲吉前后只赏了1200石，隆光的护持院也仅1500石，不可谓不抠。甚至在位二十九年里纲吉对全部寺院神社的加增也不过16000石，比起纲吉没收的领地数量，16000石连1%都占不到。
纲吉不仅未轻信僧侣的浮屠之说，其对佛教采取的更是一种绝对的支配态度。纲吉将朱印状赐予不满50石的小刹，小刹的运营则完全处于幕府监视下。其后元禄五年，在认可146家新寺院的合法性后，纲吉下令全国各宗派禁止创建任何新寺院，并积极插手参与佛家教派间的争斗，如高野山的内部纷争。
最后，纲吉对母亲桂昌院是否言听计从，隆光的日记中所记载的八王子成就院一事足以证实。
八王子成就院的僧侣祈祷有功，阻止了火灾，深得桂昌院信任，故而桂昌院希望幕府出钱为他们修建庙宇。然纲吉却未应允，且又随后下令寺社奉行调查成就院僧侣们的素日行为，寺社奉行上交的报告里提到成就院僧侣的说教有蛊惑人心之嫌，纲吉遂将他们交由龟山藩主岩城重隆严加看管，成就院佛殿的修建亦不了了之。

## 天下第一恶法
“生类怜悯令”一词中，“生类”“怜悯”皆为佛教用语，因此评价这一系列法令时，会不可避免地站在释家视角，甚至牵扯进其母桂昌院及隆光和尚。该令在各种捏造和创作中成为一种以犬类为主的极端动物保护法。
一些描述里，桂昌院为祈祷纲吉早日再得世子，向宠僧隆光寻求建议，于是隆光为满足这母子二人的愿想，更是为自己能享荣华富贵而不断进言怂恿，也就有了臭名昭著的“生类怜悯令”。
这一论说完全抛开当时的社会背景及具体的实施方针不提，只专注于恶意揣度历史人物的主观私念并加以放大抹黑，影响极其恶劣。早在上世纪末，冢本学已对这一“隆光进言论”的草率结论予以批判，其后大石慎三郎、山室恭子、根崎光男亦对此做了补充说明。
笼统地用“生类怜悯令”这一权宜性称呼来概括纲吉基于怜悯生灵所颁布的一系列法令，存在两大问题。
一是解读时不把人当生灵之一，恶意曲解原旨，刻意强调“生灵=动物”，夸大甚至捏造纲吉对动物的极端保护，却无视纲吉的法令中对老弱病残等社会弱势群体的关怀，给人动物的命大于人命的错误印象。
二，有些法令与怜悯生灵这一原则属交集而非并集，例如纲吉的禁枪令旨在加强社会治安，维护幕府统治，保护动物属附带的道德教化。有人射杀了一只鹤而被砍头，乍一看此人仅仅违反了生类怜悯令就被处以极刑，但他被砍头的最主要原因是非法持枪，威胁社会治安，滥杀动物是为其次。禁枪令最初的确强调不要伤害山林野兽，放空枪吓唬即可，但农民和庄稼依然受威胁，于是幕府在没收个人持有的猎枪后，会派专人前往受野兽威胁的村庄射杀之。
且猎人这一职业并不受限，纲吉并未因为自己怜悯生灵就剥夺靠捕猎为生者的工具。同样纲吉禁止钓鱼娱乐，但并未禁止以渔猎为生者捕鱼贩卖。
“生类怜悯令”中有关动物保护的法令最为人津津乐道，然事实上，要求路上百姓对狗下跪、打死蚊子即流放等荒唐法令，不见于幕府法令集，只见于《三王外記》《御当代記》等杂说风闻类的著作中。

### 颁布动机
目下的研究将该系列法令颁布动机主要分为两类，这两类同根同源，理念多有重合处。
一：移易野蛮风俗。
德川纲吉上台之初，战国虽已结束七十余年，然杀伐血腥却未褪尽，武士视庶民之命为草芥，庶民又视比自己力量更弱者为欺压霸凌的最优目标。为纠正世间不仁无义的野蛮风气，纲吉基于释家之慈、儒家之仁推行一系列法令。
20世纪初的历史学家栗田元次率先注意到该系列法令中禁止遗弃老弱病残等基于人文关怀发布的条目。对社会弱势群体，幕府予以保护援助，对弑杀女婴者予以严惩。禁止武士杀伤百姓，惩罚酗酒斗殴者，这类对人的约束同样旨在保障一般平民的安稳生活。
人以外，纲吉同样对动物投以关爱，这部分在以讹传讹中已被彻底妖魔化。
早在纲吉颁布与猫狗相关的法令以前，上台之初他即多次强调对牛马的保护，主要内容有「禁止切割分离马筋」、「禁止遗弃病老牛马」等。
例如「禁止切割分离马筋」这条，其实施背景是由于当时对马的畸形审美，人们会切割分离马筋让马看起来更漂亮，拍卖价格更高。纲吉认为这一满足人类私欲而使动物受苦的行为是为不仁，实质上与2023年荷兰颁布的「禁止繁育短鼻犬」在理念上有异曲同工之处。
并且在当时，马是人们生活里重要的交通运输工具，后来所颁布的「禁止让牛马负荷过多」这一条例乍看是基于纲吉泛滥的同情心，然须知这与现代社会禁止货车超载、甚至与实施八小时工作制在本质上并无不同。
而「禁止遗弃病老牛马」则与「禁止遗弃老弱病残」发自同一仁心。现代日本社会随意丢弃报废车辆尚有面临诉讼的风险，况乎古代可能携带病毒的病老牛马，且幕府会给予难以赡养老牛病马和老弱病残的人家以金钱和食物补助。
二：解决社会治安问题。
武家从前一直有养鹰狩猎的惯习，狗则为鹰的饵料，由此武家上下养狗成风，大名更喜饲养烈犬。不仅如此，将军大名狩猎，猎场周围的百姓人家皆要上缴一只狗，太瘦的还会被课以两到三只的“税”。
犬类大量繁殖引发严重的社会治安问题，成群伤人、叼走路旁孩童等悲剧频频发生。对此纲吉要求民众善待犬类，给予食物防止它们饿肚时侵害百姓财产甚至危及生命，其后又于江户多处建立起狗屋集中管理。
此外，纲吉要求给家养犬做毛色体型和饲主登记，明确责任所在，极力避免人狗冲突，保护民众财产生命的同时亦是在保护狗不受血腥捕杀。
诚然，圈养无主野狗、病狗、烈狗每年花销不在少数，然而值得注意的是野狗横行的根源——也就是纲吉丝毫不热衷也不鼓励的狩猎，却一直以来都是剥削百姓、践踏庄稼的上层社会的娱乐活动。饲鹰费用、人员调遣、猎场维护……热衷该项活动的三代家光及八代吉宗所耗金钱人力从不见提起。
纲吉在职期间，日本社会迎来“元禄盛世”，幕府财政好转，轻徭薄赋下人民生活相对富足。如此背景下，幕府为解决社会治安问题所花费的金钱，究竟会对财政造成多的压力，又会为人民带去多深的痛苦？
并且纲吉上任之初即拆除毫无实战作用的巨型军舰“安宅丸”，该舰造于家光时期，每年维护费达十万两，光四代家纲在职三十年间便浪费了三百万两，于国于民却无任何益处。过往描述中从不见提及此事，而只专注基于杂说类劣质史料无下限抹黑。
过往描述中，家宣上台后即废除“生类怜悯令”，似乎是痛改前任纲吉的恶法，但根崎光男的研究却指出，纲吉晚年时狗屋所养野狗数量已骤减，狗屋占用的土地也逐渐返还给百姓。既然狗的数量不再威胁社会治安，那么就没有必要再维护狗屋。
塚本学注意到狗屋将公狗与母狗分开圈养，强调其目的在于防止进一步繁殖，这一记录于幕府法令集中的明文规定证实了纲吉建立狗屋，其本意在于解决社会治安问题，而非出自自己属狗爱狗、或对隆光和尚和母亲桂昌院的言听计从。

### 实际处罚与不实描述
另有个别于现代看未免过于严厉的法令，诸如“杀狗偿命”，解读时须知杀狗这一行为在整个江户时代都会被处以流放或死罪，与纲吉个人喜恶关系不大。明治维新以前的日本社会深受佛教影响，不杀不食牛马猪狗等哺乳动物是为自古以来的惯习。
天和二年十月，一流浪汉杀死两条狗，狗的主人是江户本银町的八右卫门和三郎兵卫。流浪汉承认自己是蓄意杀狗，幕府认为性质极为恶劣，处以流浪汉死刑。这是早于所谓“生类怜悯令”颁布的时期，更早于隆光和尚来江户。
再之前的宽文十年到二十年，这是家纲的时代，四起杀狗案的罪犯被处以流刑。而离开江户，全国各藩又都能见到严惩杀牛马狗者的明文规定，会津藩正保三年（1646）年的条文里严厉禁止杀牛杀狗，同样也禁止买卖交易和食用。1646年，纲吉还不叫纲吉，叫“德松”，此时未满周岁。
基于新井白石的记述，纲吉颁布的“生类怜悯令”导致数十万人获罪，因此家宣上台后当即废止恶法，大赦天下。然而全国总共加起来不过赦免8831人。1875年，日本总人口约3530万人，刑务所受刑13186人，占比0.037%。1945年日本战败时占比0.051%，1949高达0.097%，此后大体呈减少趋势，2016以来稳定在0.030%到0.040%之间。
1709年天下大赦，当时日本总人口约2800-2900万人，大赦8831人，占比不到0.030%。假使说这8831人的罪行皆与“生类怜悯令”有关，那么是否可以认为纲吉的治理是史上第一太平长安，毕竟他们只是杀狗屠马，这个世道还没人杀人放火。但很明确的是，其中99.9%的犯罪与“生类怜悯令”无关。
据山室恭子统计，“生类怜悯令”推行期间因触犯相关法令被问罪的加起来仅69件，还得算上《御当代記》里找不到明确出处的“听说有人因此获罪”。69件里不仅其中43件都是武士受罚，同样的罪，武士与百姓所受处罚还是不一样的，醉酒砍杀马匹的百姓文四郎无罪释放，而同罪的幕府足轻弥一兵卫等人则被追放（驱逐）。
纲吉以严刑峻法治世，其中针对武士的较多，尤其是违反“生类怜悯令”的。而对百姓，杀人、放火、诈骗者会被处以较重刑罚甚至死刑，涉及“生类怜悯令”时则宽大处理，故而也难怪武士愤慨，毕竟从前他们杀个人都且是小事，如今砍条狗捅个马都要掉脑袋。
柳泽吉保及伞下学者所编撰的《宪庙实录》为纲吉朝编年体史书，在最后的部分评价道：「该系列法令的主旨在于期盼百姓育成仁心，因此并未严格执行。」
纲吉去世后，家宣上台。过往描述里家宣当即废除了恶法，还政治清明，然事实并非如此。后来打出的民间告示里一字未提废止，反而是「不使其中断」，甚至强调「谨怀怜悯生灵之心」。

## 个人生活及身边人
①纲吉与正室·鹰司信子间虽无子嗣，但关系和睦，夫妻二人会一起观赏能剧或去往幕臣家中。德国医生·坎普尔的日记中记录了他觐见将军纲吉时的事，纲吉与正室·鹰司信子、侧室·阿传之方等女性一同于表殿（おもて，江户城中大奥为最深处，おもて为最外处）观赏他的歌舞表演，并且写到御台所信子非常美丽，纲吉则在御帘后对信子说：“那人一直在往御台的方向瞅着呢，他肯定知道坐在这的就是你。”
②业余时间纲吉酷爱读书做学问，能用唐音朗读儒家经典。他不仅招学者讲课，还经常亲自开课讲学，不仅给众多大名诸侯讲，去往幕臣家中时依然讲。此外纲吉热衷钻研能乐，并亲自登台表演。纲吉所留书画作品多达百余件，为德川十五代将军中的佼佼者。
③按惯例，纲吉从小应由乳母甚至是乳父教导培养，家光的逝去让其生母桂昌院有了亲自教育纲吉的机会，因此放在同时代的中国封建王朝看尚属寻常的母慈子孝，于武士的惯例看只觉非比寻常。对武士而言，所谓生母只是为男人诞下后代的容器，不被允许参与育儿过程，和子女尤其是儿子关系不亲密才正常。结果，处于特定历史阶段和特定阶级群体眼中的“非比寻常”经过渲染解读，桂昌院与纲吉的关系传递到现代就扭曲成了一对控制欲极强的母亲与对母亲言听计从的妈宝男形象。
④传闻中纲吉好色无比，然史实中纲吉所拥后宫不过正室一人加侧妾三人（其中两人直到纲吉去世前两年才获得侧妾地位，且已年逾三十），在德川十五代将军里算少之又少的。另外許多日本古代文本中均提到綱吉喜好男色，不少都成為侍中。
⑤纲吉并不喜欢狗，其在职期间，无论是他个人还是后宫大奥都未曾找到养狗记录。
⑥纲吉对身边人怀有深厚的感情，对女性较为体贴，Bodart-Bailey, Beatrice M认为这与他由母亲抚养长大有关，同样他对社会弱势群体的关怀亦有这个因素。但武士社会中这样的人被当作另类，过往的解读中也将他这一面当作他没有男子气概、软弱无能、对严母言听计从的证明。
⑦纲吉身边的女性在整个江户时代都属另类。其母桂昌院不仅对学问有着浓厚的兴趣，在那个女性不被要求会用汉文书写的时代，桂昌院还尝试用纯汉文书写。其侧用人柳泽吉保的侧室·正亲町町子具有极高的文学素养，所著日记《松蔭日記》是为了解江户中期武家上层社会礼节往来的重要资料之一。町子的日记中对纲吉的治世和为人给予高度评价。
⑧纲吉生活自律，崇尚节俭，不饮酒，对珍宝异兽无兴趣。过往描述里将他形容成花钱如流水的昏君，却无确凿史料可以证明这点。Bodart-Bailey, Beatrice M于《犬将军》一书中愤慨地说道：“即便是如今，历史学家为了维持纲吉铺张浪费且不道德的形象，无不是按需引用史料。纲吉毕生前往柳泽吉保府前后不过五十八回就受批判，然其父家光一年去幕臣家的次数即多达四十二回，此事却从无人提起！”纲吉执政初期即拆除军舰安宅丸、大幅度削减狩猎开支，而过往记述中却只专注批判他修庙养狗。
⑨纲吉忌讳死亡和血液源自神道教及释家的“秽”“清洁”思想。同时他对雷电地震等超出人力范围的自然现象怀有敬畏之心。
⑩在给柳泽吉保的书信中，纲吉谈到他对儒释两道的看法（以下为书信原文）：「释迦孔子之道，专慈悲，要仁爱，劝善惩恶，真若车两轮，最可笃恭敬者也。然学佛道者，泥经录之说，离君遗亲，出家遁世而欲得其道。如此则世将至悉乱五伦。是可恐之甚也。学儒道者，泥经传之言，祭式常食禽兽，是以不厌害万物之生。如此则世将至悉不仁而如夷狄之风俗。是可恐之甚也。学儒佛者，不可失其本矣。」
⑪堀田正俊的日记中记载了臣下建议纲吉更名，在名中加入“家”字，纲吉则认为“纲”字是兄长兼主君所赐，不愿更改，并以二代将军德川秀忠的“秀”字举例，表示不改“家”也并无不合理。其后八代将军吉宗也未改掉“吉”字，结合吉宗治世政策上多表现出对纲吉的推崇，他基于敬爱之心不改“吉”字亦属人之常情。一些推测里认为纲吉与吉宗属于临危授命，来不及改，或者并非嫡系，不具备改“家”字的资格，这般说法并无任何史料支持，且家纲五月去世，纲吉八月才受将军宣下，时间上也不存在来不及一说。
⑫纲吉被认为疑似患有侏儒症，但仍有多个不相符合的点。大树寺安置了德川氏将军的牌位，牌位长度据说即是将军本人身高，而目前已被开棺考古的数名将军的遗骸身高与牌位大差不差。纲吉的牌位为124公分。
然目前未发现任何记录纲吉身形矮小的文字资料。坎普尔的记录中详细描述了纲吉正室鹰司信子的体格容貌，却半字未提及纲吉。可以明确的是坎普尔的记录并未被幕府发现，内容也不曾被删改。毕竟，他偷看的是将军之妻，此等详尽描述无疑是大不敬，但凡被发现，就不仅仅是删掉内容这么简单的事了。
此外大树寺的牌位中，七代将军德川家继的牌位高约135公分，而家继去世时实岁不过6岁。1901年日本6岁男童平均身高为107公分，1950年为108公分，在成年男子平均身高155公分、6岁男童的平均身高仅102公分的江户时代，6岁的家继拥有135公分的身高更可以称为奇观，且其父母祖辈皆不具备异于常人的身高。遗憾的是，家继遗骨于开棺前已化水，难以考证其身高是否与牌位一致，并且目下同样没有描述他身高体格的文字记载。
实物考证上，东京国立博物馆所藏的纲吉用铠下着长度为109公分，在江户时代留下的铠下着中属于较长的，显示纲吉无论身高还是体格皆为当时成年男性的正常水平。另同馆所藏纲吉用肩衣与长袴的长度同样为成年男性的正常水平，也可说明纲吉124公分的身高仍存在需进一步验证的疑点。松葉小紋長裃長袴 （页面存档备份，存于）
塚本学认为牌位制作和放置时间并不与将军去世同步，不排除后世恶意贬低纲吉而篡改牌位长度的可能性。

### 继嗣问题
纲吉除早夭的长子德松外另有一女鹤姬。鹤姬九岁下嫁御三家纪州藩三代藩主德川纲教，故而身为纲吉唯一的女婿，纲教被认为是六代将军的有力人选。然宝永元年（1704年），鹤姬染病去世，纲吉遂于同年年底宣布二哥纲重之子·纲丰（家宣）为继承人。
过往描述及后世文艺作品的描述中，纲吉之母桂昌院与纲重之母顺性院同为家光侧妾，属竞争关系，互看生厌。而纲吉与侄子家宣不和，甚至在桂昌院的执意要求下纲吉久久未立家宣。这一描述难以站住脚的原因在于纲重生下后即被过继给大姑母天树院，诞下纲重的顺性院实际上无子无女，并不具备与桂昌院竞争的资本。且家纲继任为四代将军后，纲吉与纲重来往频繁，关系甚好，若桂昌院与顺性院交恶，以桂昌院在文艺作品中的妖婆形象，断不会允许纲吉与顺性院的儿子有此般交情。故而不准纲吉立顺性院之孙·家宣为继承人的桂昌院，其动机是不成立的。
纲吉晚年方立继承人，其根本原因在于他一直等待独女鹤姬能诞下延续自己血脉的孩子，鹤姬的死让他对纪州纲教不再抱期待任何，转而选择二哥纲重之子既合情亦合理，个中缘由并非文艺作品中所描绘的饱含爱恨曲折。
文艺作品中对于纲吉的继承人问题，常常描绘成水户德川光国支持纲吉二哥之子纲丰，纲吉则属意于女婿纲教，两人争执不下。这样的记述只存在于德川光国一方的记录中，仍需更为详实的史料佐证争执的存在。
不过，这一争论背后蕴含的思想冲突仍值得探讨。极度尚儒贬佛的德川光国推崇男系血脉，强调与纲吉同父的二哥之子纲丰的合法性，而纲吉对女婿纲教的期待，更进一步说是对女儿鹤姬诞下的外孙的期待。这一期待则基于日本古来的继承法里所保留的，对女系血脉的重视。

### 逝世与继任者
宝永六年正月初十日（1709年2月19日），纲吉因麻疹去世，享寿六十四岁。相比三四十岁病逝且生前病痛缠身的父亲家光、长兄家纲、二哥纲重，Bodart-Bailey, Beatrice M于《犬将軍》中说明纲吉遗传了其母桂昌院的体质与寿命。
家宣全盘接下纲吉自上层武士门阀处收于将军手心的君主权威，起用能乐师出身的侧用人·间部诠房及儒学者·新井白石，并继续重用纲吉的财政大臣荻原重秀主持国家财政、关东郡代伊奈忠顺则继续完成富士山喷发后的赈灾救济。

## 恶评的源头
纲吉的改革和政策触犯了武士阶级的利益，是为其被抹黑到底的原因所在。
武士站在武士的立场上对为自己这一阶级谋取利益的主君给予高度评价，譬如德川吉宗。反之对阶级背叛者予以罔顾事实的严厉批评，譬如德川纲吉。
纲吉从小就有过人的智慧，《德川实纪》中记载到其父家光常对侍奉纲吉的人说：“这孩子比其他人都要早慧，未来可期。但他既为人臣，言行举动若尽随才气与内心，恐怕会生出意料外的祸患。”
《武野烛谈》中又提到家光对其母桂昌院说：“我生于战乱时，从小只习武不习文，年轻时就开始治理国家，也没有读书的时间。这孩子聪慧得远超众人，你要教他以学问为重。”
后来家光又说：“德松应该知道的事也要说不知道，太过聪明伶俐会被竹千代（家纲）嫉恨。”
Bodart-Bailey, Beatrice M分析家光的内心还记得父母过于偏爱事事比自己优秀的弟弟忠长，在年幼的纲吉身上似乎看到了自己的过去，故而千叮万嘱要让纲吉专注学问，远离武家正统教育。在当时，读书对武士而言并非正业，而是副业。
在学问上苦下功夫，又有母亲桂昌院的支持和鼓励，心怀仁爱上台的纲吉对庶民百姓投入大量的关怀，因此在百姓眼里，纲吉的评价并不坏。或者说后世所能看到的描述，本身基于有能力著书流传于世的武士之手，庶民百姓即使留有记录，也多消逸流散于时间的长河与战火纷飞中。武士阶级的文章里所谓天下第一恶法让百姓苦不堪言，而生活于元禄时代的井原西鹤，其著作中只提到元禄的繁华使庶民百姓受益颇多，丝毫未提过这一系列法令如何叫他受苦受难。
在幕府内部，纲吉是彻头彻尾的秩序破坏者和武士阶级的背叛者。
武士集团的上层门阀对江户幕府的将军所期待的从来不是独断专制，而在于其以军政府首脑的威严进行判断和裁夺。家纲正好是这样一个符合门阀期待的将军，在他执政的三十年里，前有保科正之，后有酒井忠清等一众能臣辅佐，他并不需要亲自做出什么重大决定。
又一酷爱批评纲吉的武门学者户田茂睡在《御当代記》中借酒井忠清之口说道「他（纲吉）不具备治理天下的资质」。从前的历史学家以这样的记述为第一手资料，却忘了这样的资料出自武士之手。历史学家们在评价纲吉时，先入为主地采信一些由武士阶级所写的评判，再基于这些从武士视角出发、有失偏颇的评判之上，去逆推纲吉的所作所为出于何种动机。
武士需要的首先是能保证他们家门与土地的强有力的军政府首脑，无仗可打的太平年代他们还需要一些参政议政的权力。而纲吉既不保证武士们的家门土地（改易减封），甚至严格考察蒙祖上余荫世袭某一官职的武士（整顿吏治），一旦有懈怠不作為即施以惩戒。如此改革，对於武士而言自然是無情無義無理取鬧的，如此主君，自然是不合格的、荒唐的。他们没有意识到的是，纲吉的自我定位首先是“国君”，其次才是“主君”。纲吉的政治理想是圣贤君子之道，那么他的理想就势必要建立在武士的痛苦之上。
纲吉强调的“仁”与武士信仰的功勋武力相违背，它要求作为统治阶级的武士以民为本、教化百姓、以德行服人，这等同于剥夺武士们的特权。一直以来武士眼里，庶民是他们可以任意处置的所有物，他们只需要奴役，而不用负任何责任。
纲吉从实际利益与精神世界阉割和改造武士，而吉宗走的路线是恰恰相反的。纲吉对大名十分严格，而吉宗不仅完全恢复鹰狩，还减轻大名武士们的负担。吉宗代表的是实实在在的武士阶级的利益，故而在掌控了绝大部分历史记录的武士群体中评价颇高。而在百姓眼里，苛敛诛求的吉宗其所谓的“米将军”一称，远比纲吉的“狗将军”更具讽刺挖苦之意。

## 德川纲吉研究史
德川纲吉相关研究有两波高潮，第一波集中于19世纪末到20世纪初，第二波集中于20世纪末至今。
第一波研究主要基于两种资料，一是幕府官方编撰的《德川实纪》，还有再往前，由柳泽吉保着人编撰的《宪庙实录》，此书后来献于八代将军德川吉宗。
二是新井白石《折焚柴记》、户田茂睡《御当代记》、太宰春台（疑）《三王外记》等对德川纲吉及其周围人和治世极尽批判和讽刺的私人性质记述，史学界称之为“杂说类”。
前者不一定比后者更具参考性，因《德川实纪》编撰于德川纲吉去世一百多年之后，幕府在编撰时参考了后者“杂说类”记述。而《宪庙实录》则被吉宗下令删减去纲吉的政绩。
第一波研究基于以上史料，再佐以一些民间逸话和虚实不明的创作，比如赤穗四十七浪士的武勇传，就形成了那一时期德川纲吉研究领域的基本论调——愚昧的昏君
1882年，田口卯吉在《日本开化小史》中批评纲吉政权弊病众多，前有大老堀田正俊专横，后有牧野成贞、柳泽吉保乱政，而「専制国君主」德川纲吉则是一昧耽溺于享乐，将国政交予「不良の宰相」。1883年刊行的《德川十五代史》其作者内藤耻叟更是猛烈抨击纲吉政权是「奸小得意」「人民怨咨」。
再往后纲吉政权的评价则从完全的否定演变成“前善后恶”派，同时也诞生了“毁誉贬褒各有”派。善的部分肯定元禄时代的繁荣和纲吉对学问的推崇等，恶的部分则是批评纲吉的生类怜悯令、过度信佛、骄奢淫逸等。
到了1925年，德富苏峰所著《近世日本国民史》中评价元禄时代为“大抵无可挑剔”，但同时又遗憾没能出现像样的经世家。德富苏峰不认为纲吉是昏庸的君主，他写道：“公平分析的话，（纲吉）决非暴君恶主，也非对歹行感到愉快的人。他有他的主义他的信念他的意见他的见识。”同时他又说纲吉“虽喜怒哀乐不定，性情偏倚，激情澎湃外却有着非常的执着和强韧”。
此外还有重野安绎、辻善之助对过去史学家的评价进行反驳，并且辻善之助还否定了柳泽吉保的“奸邪小人论”。
栗田元次在1927年的《综合日本史体系》中给予纲吉较高的评价，他认为纲吉从小聪明好学，精力旺盛，矫正家纲时代君权下移的弊端，恢复将军权威，尚儒崇佛，躬行忠孝，对幕府政治的文治化有极大贡献，其性格中的确有极端的一部分，但评价历史人物不能因为一个缺点就舍弃诸多优点。在给予纲吉较高评价的同时，栗田元次亦对吉宗政权的保守复古予以相应批判。
然而无论史学界的评价如何转变动向，对于世间普通人来说远不如忠臣藏、狗将军来得有趣精彩，因此纲吉的研究很长时间没有更多的发展，人们更多关注的是逸话传说，还有与昭和繁华相提并论的元禄时代。
20世纪末，大石慎三郎等较为人所知的日本近世史学家登场。大石认为江户时代的武家上层社会普遍注重门阀与世袭，对从底层升上来的武士报以轻蔑，因此不在意出身而只论能力拔擢人才的纲吉在武士阶级间难得好评，顺带着柳泽吉保也被批判甚至是污蔑，因柳泽吉保最初只是500石的底层武士，最后却成为15万石甲府藩藩主。
19世纪末到20世纪初的史学家几乎都出自武门后裔，他们的立场本质上与新井白石、户田茂睡等对纲吉政权极尽批判言辞的18世纪初的学者别无二致。大石慎三郎批评他们将基于江户等级观念所创造出的私人性质的记述原封不动地拿来评价历史人物。
此外还有塚本学率先对“生类怜悯令”投以极大关注，所著《有关生灵的政治》《德川纲吉》等书成为后来的研究基石。
视线离开日本，20世纪末至本世纪初，德国学者Beatrice M. Bodart―Bailey先后出版《坎普尔与德川纲吉》《犬将军》等著作，这些作品被引进日本，为纲吉研究领域提供了崭新的分析视角。Bailey在栗田元次和大石慎三郎的基础上进一步分析对纲吉予以恶评的多为被纲吉的行政改革整治的武士群体，纲吉所颁布的“生类怜悯令”是为约束武士的重要一环。
而山室恭子更是于《黄门大人与犬公方》一书里阐述因触犯“生类怜悯令”而获罪的，三分之二为武士，庶民百姓即是有同等恶行也大多被宽大处理。剔除“杂说类“中来源不明的传闻和记载，“生类怜悯令”并不多奇葩，因此也很难说“生类怜悯令”是否真的给人民群众带去无尽的麻烦。
本世纪以来对纲吉的重新评价是从多方面的。
一是近世经济的研究发展洗刷了货币改铸的冤屈，过往的历史学家轻信新井白石的《折焚柴记》，不加丝毫分析且想当然地认为货币改铸必定导致物价腾飞，百姓怨声载道，而幕府坐收五百万两利益以供纲吉奢侈。但近年的研究却显示元禄时代的物价上涨是温和且健全的，每年平均只有3%通胀率，在纲吉的支持下推行货币改铸的荻原重秀比凯恩斯早200年领悟货币经济的原理，是当之无愧的经济学天才。且纲吉之后的德川家宣、德川吉宗在面对财政问题时最终的解决办法都是改铸货币。
其二在于侧用人政治的研究彻底洗刷了柳泽吉保“奸诈小人”、“媚上权臣”之类的恶名。吉保的历史形象转变为能力极强且品格高洁的秘书长，对上尽忠却不愚忠，会找适当的时机劝谏主君纲吉，并自述只会媚上的臣子不值得称赞，切实为主君考虑的才是好的。吉保与家宣关系良好，若非高洁的品格与卓越的能力，他不可能将十五万石完美交与长子继承，又在家宣这里全身而退。
其三则是“生类怜悯令”的研究，以及对纲吉信仰问题的重新探讨。这一领域取得了最主要也是最重要的发展，是19世纪末以来左右纲吉政权一系列评价的关键所在。

## 官职位阶履历
※日期＝舊曆
- 承應二年（1653年）八月十二日，元服。同日，敘任從四位下右近衛權中將兼右馬頭。同月十七日，昇敘正三位。
- 寬文元年（1661年）十二月二十八日，補任參議。
- 延寶八年（1680年）五月七日，成為將軍後繼者。同日，任正二位權大納言。八月二十二日，任內大臣兼右近衛大將。征夷大將軍、源氏長者宣下。
- 寶永二年（1705年）三月五日，右大臣
- 寶永六年（1709年）一月十日，逝世。同月二十三日，贈正一位太政大臣。

## 家系
- 父：德川家光
- 母：阿玉之方（桂昌院）
- 兄弟姊妹
  - 姊：千代姬
  - 兄：家綱
  - 兄：龜松（早夭）
  - 兄：綱重
  - 弟：鶴松（早夭）
- 妻妾
  - 正室（御台所）：鷹司信子 （淨光院）
  - 側室：於傳之方（瑞春院）
    - 側妾：大典侍（寿光院）、新典侍（清心院）

直到纲吉去世两年前（1707年），大典侍与新典侍是作为地位次于右卫门佐的女官在大奥工作，并非纲吉正式的侧妾。
1707年，年过三十的二典侍从大奥高级女官名单中消失，加之纲吉赐下单独的宅邸供二典侍居住，此后二人被认为是正式成为了侧妾。
据柳泽吉保的日记记载，1708年他已在为纲吉退位后的居所选址和建造着手，因此可以推测1707年纲吉给予两位侍奉左右长达15-18年的典侍相应的赏赐，是以此保障她们此后的物质生活。
大典侍的地位与待遇要高于新典侍，并且1708年，纲吉还自大典侍出身的清闲院家过继来养女竹姬。就将军养女普遍的优越出身而言，清闲院家的竹姬并无资格成为纲吉养女，但纲吉的长兄德川家纲曾有一因难产而死的侧妾·乌丸振，其养父乌丸资庆的正妻则出身清闲院家。故而福田千鹤认为大典侍及清闲院家的待遇之所以如此特殊，应与乌丸振有着密不可分的关系。
通常说的“侧室”并不能概括正室（正妻）以外的所有女性，也完全不等于“妾”。正室以外侍寝过的女性仍要分法律地位仅次于正室的侧室（侧妻），以及更低一等的侧妾。侧妾中还要分脱离劳动与未脱离的。
成为侧室的条件极为严格，例如纲吉生母桂昌院即便诞下男孩也并非家光的侧室，家光的大奥中唯一成为侧室的是四代将军德川家纲的生母·宝树院阿乐。
此外传闻柳泽吉保侧室·饭塚染子原为纲吉之妾，纲吉将她赐予吉保时已经怀孕，故而后诞下的柳泽吉里被怀疑是纲吉的孩子。此传闻无史料证实，与纲吉抢占牧野成贞妻女同系逸话谣言。
- 子女
  - 長女：德川鶴姬
  - 長子：德川德松